# Твардовский, Игнацы
Игнацы Твардовский (ум. 1782) — государственный деятель Речи Посполитой, воевода калишский (1763—1778) и люблинский (1778—1782), маршалок Постоянного совета (1776—1778), консуляр Постоянного совета в 1775 году, председатель Люблинской комиссии надлежащего порядка (1780), войт Накло в 1771 году.

## Биография
Представитель польского шляхетского рода Твардовских герба «Огоньчик». Он начал свою карьеру в качестве клиента Ежи Августа Мнишека. Благодаря его поддержке Игнацы Твардовский начал политическую карьеру. В 1754 году он получил должность каштеляна мендзыжецкого, в 1760 году стал каштеляном познанским, а в 1763 году ему была пожалована должность воеводы калишского. После смерти подстолия великого литовского Яна Ржевуского (1732—1759) Игнацы Твардовский стал правой рукой Ежи Мнишека и стал отвечать за сторонников придворной партии в Великой Польше.
7 мая 1764 года Игнацы Твардовский подписал манифест, в котором признавал присутствие российских войск во время конвокационного сейма незаконным, позднее он присоединился к конфедерации Чарторыйских и стал её консуляром. После отхода его бывшего патрона Мнишека от активной политической деятельности Игнацы Твардовский перешел на сторону партии Чарторыйских («Фамилии»), стремясь сохранить место при дворе нового польского монарха.
В 1764 году Игнацы Твардовский в качестве посла (депутата) от Калишского воеводства поддержал на элекционном сейме кандидатуру Станислава Августа Понятовского на польский престол.
В 1767 году он стал членом Радомской конфедерации. 23 октября 1767 года — вошел в состав парламентской делегации, которая под давлением российского посла, князя Николая Репнина, была создана для определения устройства Речи Посполитой.
В конце 1769 года Игнацы Твардовский стал тесно сотрудничать с российским послом, князем Михаилом Волконским, от которого он получил в этот период 1000 дукатов. Михаил Волконский, а также два других российских посла (Каспар фон Сальдерн и Отто фон Штакельберг) пытались использовать Игнацы Твардовского для возвращения Ежи Мнишека к политической деятельности.
На Разделительном сейме 1773—1775 годов Игнацы Твардовский стал членом сеймовой делегации, которая под давлением со стороны России, Австрии и Пруссии, вынуждена была признать Первый раздел Речи Посполитой. Был членом коронной скарбовой комиссии, созданной для ликвидации имущества Ордена иезуитов в Речи Посполитой. 18 сентября 1773 года Игнацы Твардовский подписал договор об уступке Речью Посполитой части своей территории Австрии, России и Пруссии. В 1777 году — член департамента иностранных дел Постоянного совета.
Кавалер Ордена Белого орла (1760), Ордена Святого Станислава и Ордена Святого апостола Андрея Первозванного. В 1776 году он также был награжден российским орденом Святого Александра Невского.